# Ummidia carabivora
Espèce
Synonymes
- Pachylomerus carabivorus Atkinson, 1886
- Pachylomerus quadrispinosus Atkinson, 1886
- Pachylomerus carabivorus emarginatus Atkinson, 1886
- Ummidia carabivora emarginata (Atkinson, 1886)

Ummidia carabivora est une espèce d'araignées mygalomorphes de la famille des Halonoproctidae.

## Distribution
Cette espèce est endémique des États-Unis. Elle se rencontre en Virginie et en Caroline du Nord.

## Description
La femelle holotype mesure 24,5 mm.

## Systématique et taxinomie
Cette espèce a été décrite sous le protonyme Pachylomerus carabivorus par Atkinson en 1886. Elle est placée dans le genre Pachylomerides par Strand en 1934 puis dans le genre Ummidia par Roewer en 1955.

## Publication originale
- Atkinson, 1886 : « Descriptions of some new trapdoor spiders; their nests and food habits. » Entomologica Americana, vol. 2, p. 109-117 & 128-137 (texte intégral).